# Эрикссон, Ларс (футболист, 1926)
Ларс Олоф Э́рикссон (швед. Lars Olof Eriksson; 6 февраля 1926 — 1 февраля 1994) — шведский футболист, играл на позиции полузащитника. Бронзовый призёр летних Олимпийских игр 1952 года.

## Биография

### Клубная карьера
Эриксон начинал карьеру в «Дегерфорсе», за который играл полтора сезона. В 1954 году уехал во Францию, где в четырёх лет играл за три разные команды — «Сет», «Тулуза» и «Гренобль». В 1957 году вернулся в Швецию и играл за «Сандвикен».

### Карьера в сборной
Дебютировал за сборную Швеции 30 мая 1952 года в товарищеском матче со сборной Шотландии — Швеция выиграла матч со счётом 3:1.
В составе олимпийской сборной Эрикссон принимал участие на олимпийском турнире 1952 года, но на поле не выходил. Всего за сборную Швеции сыграл 10 матчей и забил 2 гола.

### Смерть
Скончался 1 февраля 1994 года за 5 дней до своего 68-летия.

## Достижения
Швеция
- Бронзовый призёр Олимпийских игр (1): 1952